# 成功里 (臺中市太平區)
成功里，是臺灣臺中市太平區所轄的里。面積1.4849平方公里、4570人。南鄰建興里、建國里，西南隔永平南路臨中政里，西以中興東路、建國北路興永平里分界，北以東平路與東平里、東和里毗連，東以頭汴坑溪望聖和里。

## 里名由來
以境內之主要道路「成功路」命名。

## 歷史沿革
成功里民國時期屬東平村管轄（後來改制為「東平里」）。民國94年（2005年）8月，行政區再次調整，東平里劃出東半部的東平路以南置成功里。

### 書籍
- 國立臺灣師範大學地理學系，《臺灣地名辭書》卷十二《臺中縣》第二冊，國史館臺灣文獻館。ISBN 9789860105742

## 外部連結
- 臺中市太平區公所 （页面存档备份，存于）